# 張宸極
張宸極（？—？），字用其，山西平阳府蒲州河津縣軍籍，明末政治人物。

## 生平
天啓元年（1621年）辛酉科山西乡试举人，天啓五年（1625年）乙丑科進士，授偃师知县，擢云南道御史，督学宣大，升佥都御史，视漕江南。迁顺天府府尹，晋兵部右侍郎，转户部左侍郎。丁母忧归，卒于家。

## 家族
妾薛氏，流寇之变侨居乡宁，贼至，大骂曰：我大臣之家，肯從汝乎！踊身坠崖死。